# Blair (Oklahoma)
Blair – miasto w Stanach Zjednoczonych, w stanie Oklahoma, w hrabstwie Jackson.